# ピエトロ・アッカルディ
ピエトロ・アッカルディ（Pietro Accardi, 1982年9月12日 - ）は、イタリア・パレルモ出身の元サッカー選手。現役時代のポジションはDF。

## 経歴
2000年より出身地のクラブであるUSチッタ・ディ・パレルモに所属し、パレルモの躍進を支える。パレルモはマウリツィオ・ザンパリーニ会長による買収で強化が進められ、2004年にセリエA昇格を達成した。アッカルディは2006年に退団するまで70試合に出場した。
2006年よりUCサンプドリアへ移籍。2011年に1月、ブレシア・カルチョニレンタルで移籍した。
2014年6月にエンポリFCのチームマネージャーに就任した。

## 所属クラブ
- USチッタ・ディ・パレルモ 1999-2006

→  SCマルサーラ1912 1999-2000
- UCサンプドリア 2006-2012

→  ブレシア・カルチョ 2011 （loan）
- ブレシア・カルチョ 2012
- エンポリFC 2012-2014

## タイトル
パレルモ
- セリエC : 2000-01
- セリエB : 2003-04